# Juan Carlos Cremata Malberti
Juan Carlos Cremata Malberti (l'Havana, Cuba, 18 de novembre de 1961), és un director de cinema i guionista cubà. Es va graduar en 1986 de Teatrologia i Dramatúrgia, a l'Institut Superior d'Art (ISA) de l'Havana, posteriorment va cursar estudis a l'Escola Internacional de Cinema de San Antonio de los Baños graduant-se en 1990. Va ser professor de muntatge cinematogràfic a la Universitat de Buenos Aires i de direcció cinematogràfica en el Centre d'Experimentació en Cinema i Vídeo de Buenos Aires.
El seu debut com a director de llargmetratges es produeix en 1995 amb Nada, primera pel·lícula d'una trilogia que mai arribaria a completar-se per falta de pressupost. El seu següent film, Viva Cuba, va ser mereixedora de més de 30 premis, tant nacionals com internacionals, entre ells el “Gran Premi Écrans Júniors” al Festival Internacional de Cinema de Cannes en el 2005. Creador de la companyia teatral El Ingenio, el juliol de 2015 va intentar representar l'obra El rey se muere, que fou censurada per les autoritats cubanes, alhora que clausuraven la companyia. Arran d'això va marxar a l'exili i es va establir als Estats Units.

## Filmografia
- Diana (1988) – Documental, 16 minuts
- Oscuros rinocerontes enjaulados (muy a la moda) (1990) – Ficció, 16 minuts
- Nada (2001) – Ficció, 92 minuts
- Viva Cuba (2005) – Ficció, 80 minuts
- El premio flaco (2009) - Ficció, 104 minuts
- Chamaco (2010), Ficció, 90 minuts
- Contigo, pan y cebolla (2012)- Ficció